# Irina Rakobolskaïa
Irina Viatscheslavovna Rakobolskaïa (russe : Ирина Вячеславовна Ракобольская) est une membre du 588 NBAP qui devint cheffe d'état-major au cours de la guerre. Après la guerre, elle travaille en tant que physicienne à l'Université d'État de Moscou et étudie les rayons cosmiques. Elle reçoit de nombreux prix d'État dans sa carrière ainsi que le titre de Savant émérite de la RSFS de Russie. Elle écrit un livre avec Natalia Mekline intitulée Nous étions appelées les sorcières de la nuit racontant leur expérience dans le 588 NBAP.

## Enfance
Rakobolskaïa est née en 1919 à Dankov d'une famille d'enseignants en physique. Après avoir obtenu son diplôme de l'école secondaire en 1938, elle s'inscrit à l'université d'État de Moscou en physique.

## Carrière militaire
Elle rejoint l'armée en octobre 1941 après le début de la Seconde Guerre mondiale, abandonnant sa quatrième année d'université ; dix-sept autres étudiantes de l'université rejoignent également le 588 NBAP et se forment à l'école militaire d'aviation d'Engels. Après avoir terminé la formation en 1942, elle est nommée cheffe d'état-major du régiment et accompagne 15 sorties en tout,,.

## Après-guerre et contributions à la science
En 1946, elle est démobilisée et reprend ses études pour obtenir son diplôme en 1949, après avoir défendu sa thèse sur les muons, élaborée sous la direction de Guéorgui Zatsépine et Vladimir Vexler.
De 1950 à 1963, elle travaille en tant qu'assistante pour la classe, et de 1963 à 1977 en tant que professeure assistante. En 1977, elle devient professeure dans le Département des Rayons Cosmiques du Département de Physique de l'Université d'État de Moscou.
En 1968, en collaboration avec Guéorgui Zatsépine, Rakobolskaïa dédie un laboratoire à l'étude des rayonnements cosmiques à l'Institut de Physique Nucléaire de l'Université de Moscou (MSU) et en prend la tête jusqu'en 1991. En 1968, elle ordonne l'installation de chambres d'émulsions à rayons X, à une profondeur de 60 mètres sous terre dans le Métro de Moscou pour rechercher la distribution angulaire zénithale des muons. Sur la base de ses résultats, un étrange phénomène est étudié, l'expansion coplanaire des particules secondaires ; le seuil d'énergie et de dépendance du phénomène sont établis.
Depuis 1971, elle devient l'adjoint du chef du Département des rayons cosmiques et de physique spatiale à l'université de Moscou et donne des cours sur les rayons cosmiques et la physique nucléaire.
En 1962, elle passe un diplôme en sciences physiques et mathématiques et en 1975, elle soutient sa thèse de doctorat en sciences physiques et mathématiques sur la production de muons à haute énergie dans les rayons cosmiques. Elle publie plus de 300 œuvres, y compris un manuel de physique nucléaire.
Tout au long de sa carrière, elle forme plus de 80 000 étudiants, est présidente de la Women's Union de la MSU et sert au Conseil Académique, au Conseil scientifique du Département de physique de la MSU, et au Conseil Scientifique sur les Rayons Cosmiques à l'Académie des Sciences de Russie. Après avoir pris sa retraite, elle continue de donner des conférences et d'enseigner à l'occasion. Son fils Andreï Linde devient un physicien théoricien et un autre, Nikolaï Linde, psychologue. Elle meurt le 22 septembre 2016, et est enterrée aux côtés de son mari au cimetière de Novodevitchi.

## Récompenses

### Militaires
- Ordre du Drapeau rouge[7]
- Trois Ordres de la Guerre Patriotique[8],[9],[10]
- Ordre de l'Étoile rouge[11]
- Diverses médailles de campagne et de jubilée

### Civiles
- Honored Scientist of the Russian SFSR
- Professeur honoraire de l'Université d'État de Moscou
- Ordre de l'Insigne d'honneur
- Médaille du Vétéran du Travail
- Médaille du Mérite dans la conduite du recensement de la population russe